# Antonio Gaspari
Antonio Domenico Gaspari (Venezia, 10 aprile 1656 – Venezia, 29 aprile 1723) è stato un architetto italiano.

## Biografia
Di lui si hanno scarsissime notizie biografiche: figlio di un Giovanni, nacque in Veneto, ma forse non a Venezia. Fu probabilmente allievo di Longhena e ne concluse alcuni lavori dopo la sua morte, avvenuta nel 1682, in particolare il palazzo dei Pesaro sul Canal Grande. Tuttavia, è ipotizzato un legame con l'Accademia di San Luca a Roma, attorno alla cerchia di Fontana.
Realizzò e restaurò molte architetture di rilievo a Venezia e in Terraferma, importando in Veneto un gusto pienamente barocco di stampo berniniano e borrominiano, attento inoltre ai ragionamenti sull'architettura obliqua di Caramuel.
Anche la data di morte non è nota. Si ipotizza che, attorno al 1725, si sia ritirato a Castelguglielmo, in Polesine, dove aveva alcuni possedimenti, e lì potrebbe essere spirato tra il 1738 e il 1749. Lasciò due figli: Gian Giacomo, residente a Venezia, e Giovanni Paolo, pittore e scenografo attivo principalmente in Germania.

## Opere

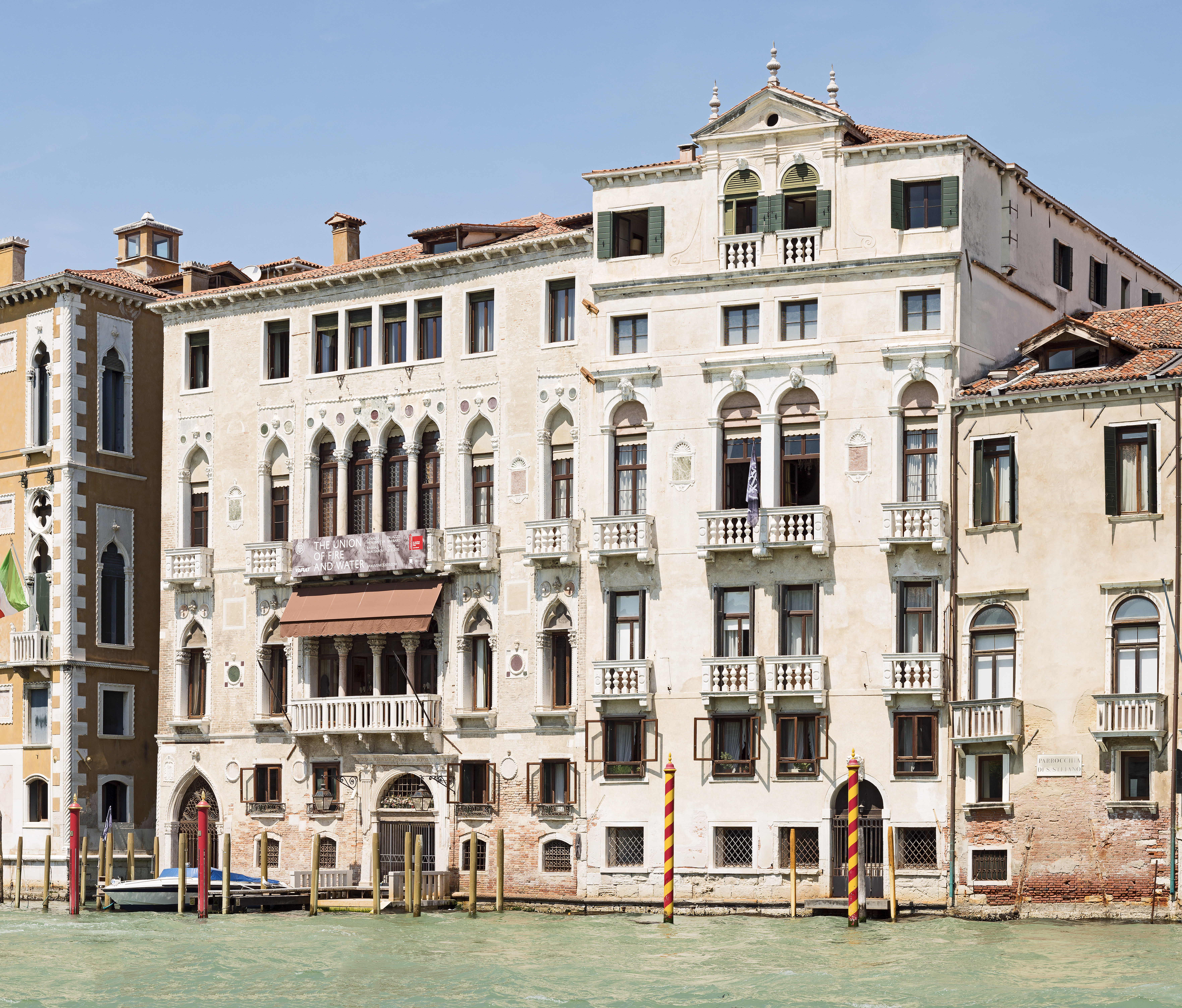
Venezia, Palazzo Barbaro a San Vidal

- Chiesa di Santa Maria della Fava, Venezia
- Ca' Zenobio degli Armeni, Venezia
- Chiesa di Santa Sofia, Venezia (ristrutturazione)
- Chiesa di San Marcuola, Venezia (solo progetto, realizzato postumo e incompiuto)
- Palazzo Barbaro a San Vidal, Venezia (ampliamento di fine Seicento)
- Palazzo Michiel dalle Colonne, Venezia (restauro e rifacimento)
- Villa Giovanelli Colonna, Noventa Padovana
- Duomo Abbaziale di Santa Tecla, Este
- Ex chiesa di San Vidal, Venezia (progetto)
- Palazzo Capitanale, Lavis (ampliamento di inizio Settecento)